# 太田宏美
太田 宏美（おおた ひろみ、1943年7月29日 - ）は日本の弁護士（登録番号：17264、第二東京弁護士会）。徳島県徳島市佐古出身。太田宏美法律事務所代表。離婚や相続についての法律解説でのテレビ出演多数。

## 経歴
- 1966年 京都大学法学部卒業
- 1970年 司法試験に合格し司法修習生を経て弁護士となる。
- 1983年 東京都に事務所を設立する。
- 1995年 第17回参議院議員通常選挙に徳島県選挙区から新進党公認で立候補するが落選する。
- 1996年 徳島弁護士会に登録。また同年10月に行われた第41回衆議院議員総選挙に徳島県第1区から新進党公認で立候補するが、弁護士の仙谷由人に敗れ、落選。
- 2000年 第42回衆議院議員総選挙に徳島県第1区から無所属で立候補。前回に引き続き仙谷由人に敗れ、落選。
- 2001年 東京都公務災害補償基金審査会委員に就任。
- 2002年 第二東京弁護士会に登録。
- 2009年
  - 11月17日 2億円の財産を守った依頼者から、認知症で意思能力がないことを知りながら財産管理契約を結び、貯金を解約し着手金など約2200万円を受領したとして、所属の第二東京弁護士会より、業務停止6ヶ月の懲戒処分を受ける[1][リンク切れ]。
  - 11月19日 2009年11月17日に受けた業務停止6ヶ月の懲戒処分に対し、審査請求を行う。
- 2010年
  - 2月22日 業務停止6ヶ月の懲戒処分の効力停止の申立てを行う。
  - 3月8日 日本弁護士連合会より、審査請求の裁決に至るまで業務停止6ヶ月の懲戒処分の効力を停止する決定が下された。
- 2011年1月27日 一連の経緯に基づき『虚飾の聖域』（幻冬舎)を出版。

## 著書
- 損しない傷つかない離婚の本（2005年、永岡書店）ISBN 4-522-42279-2
- 虚飾の聖域（2011年、幻冬舎）ISBN 978-4-344-99760-8

### 共著
- 離婚弁護士（2005年、林宏司、田渕久美子、狩野真央、フジテレビ出版）